# Symfonie (Anderson)
Symphony is een muziekstuk dat in 2003 werd gecomponeerd door Julian Anderson. De compositie is opgedragen aan Sakari Oramo, de toenmalige chef-dirigent van het City of Birmingham Symphony Orchestra. Anderson was enige tijd als huiscomponist aan dat orkest verbonden. Oramo gaf met genoemd orkest dan ook de première.

## Compositie
Het werk van ongeveer 18 minuten is een poging van Anderson om de klassieke constructie van de symfonie te vertalen naar de moderne muziek uit de 21e eeuw. Het heeft een eendelig werk opgeleverd. Zoals vaker in compositie van Anderson bestaat het werk uit twee onderdelen. Een vergelijking valt te maken met zijn compositie Alhambra Fantasy, alleen is dit werk andersom gecomponeerd. Waar in Alhambra Fantasy onderdelen van een gebouw langzaam een totaal vormen; handelt Symfony over het uiteenvallen van ijs.
De compositie is gebaseerd op een schilderij van de Finse kunstenaar Akseli Gallen-Kallela met als thema het uitzicht op het Keitelemeer. Het meer is stijf bevroren. De eerste klanken van het werk zijn dan ook niet "normaal". De fluit moet op bijzondere wijze bespeeld worden; pianosnaren zijn verbogen en gedempt door katoen ertussen en de (alt)violen worden in verticale positie bespeeld (dus niet onder de kin). Dit om de onnatuurlijke fase van het ijs weer te geven. De gedachte van de componist is om in muziek de langzame dooi en dus uiteenvalling van het ijs weer te geven. Na die starre muziek, wordt door vijf tonen op de dwarsfluit aangegeven, dat dooi op hand is en er dus watermoleculen ontstaat tussen het ijs. De vaste structuur van het ijs en dus ook van de compositie wordt steeds bewerkelijker en chaotischer, totdat er geen enkele verband meer te herkennen is.

## Prijs
Het werk heeft in 2004 een prijs gewonnen als beste orkestrale compositie tijdens de British Composers Awards.